# Diospyros uzungwaensis
Diospyros uzungwaensis là một loài thực vật có hoa trong họ Thị. Loài này được Frim.-Møll. & Ndang. mô tả khoa học đầu tiên năm 2000.